# Bolletjeskers
Bolletjeskers (Cardamine bulbifera, synoniem: Dentaria bulbifera), soms ook knoldragende tandveldkers genoemd, is een overblijvende plant uit de kruisbloemenfamilie (Brassicaceae). De soort komt van nature voor in Midden- en Zuid-Europa en Zuidwest-Azië. De plant komt zeer zeldzaam voor in Zuidoost-België en is daar wettelijk beschermd.

## Externe link

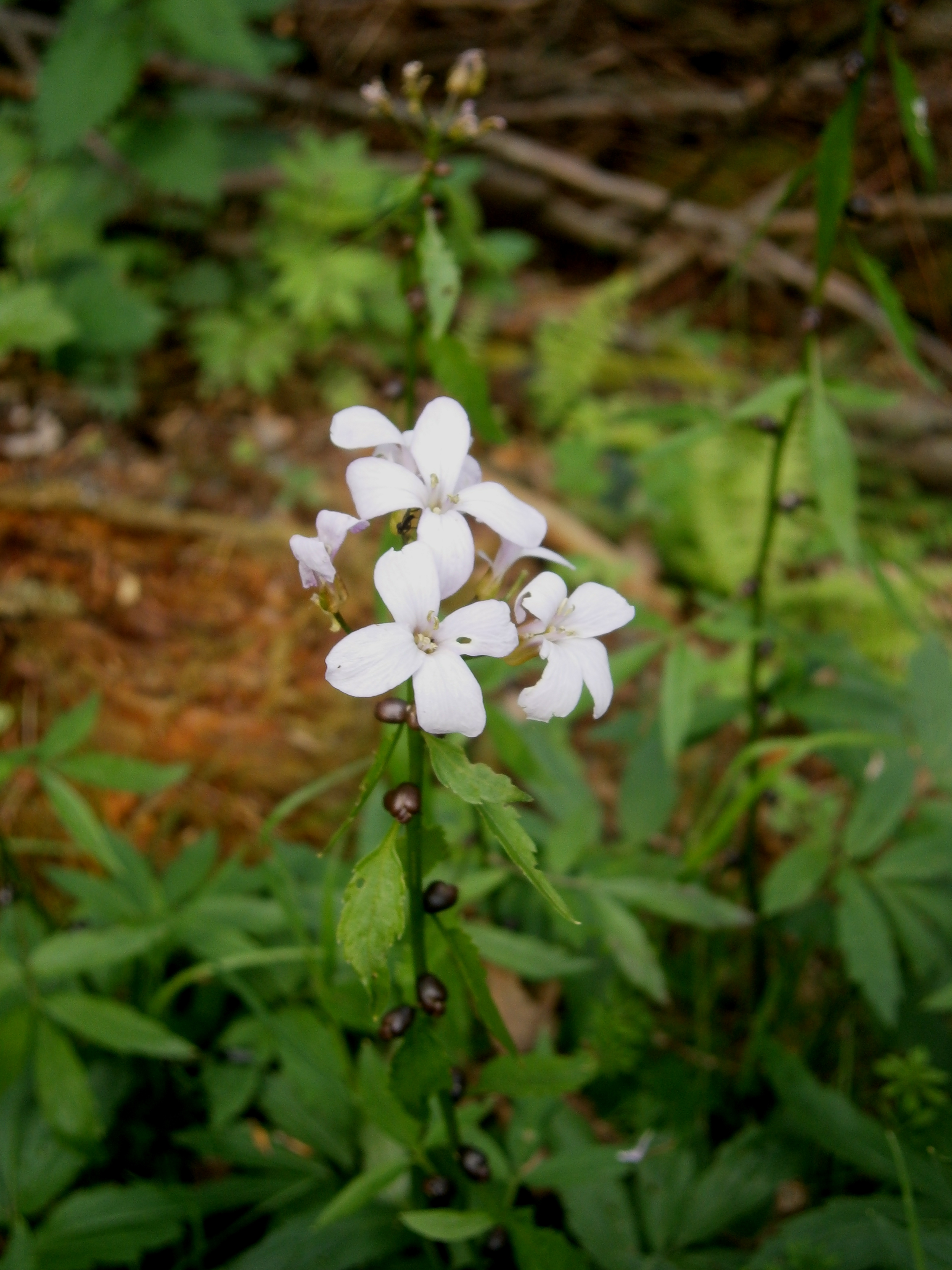
Bloeiwijze
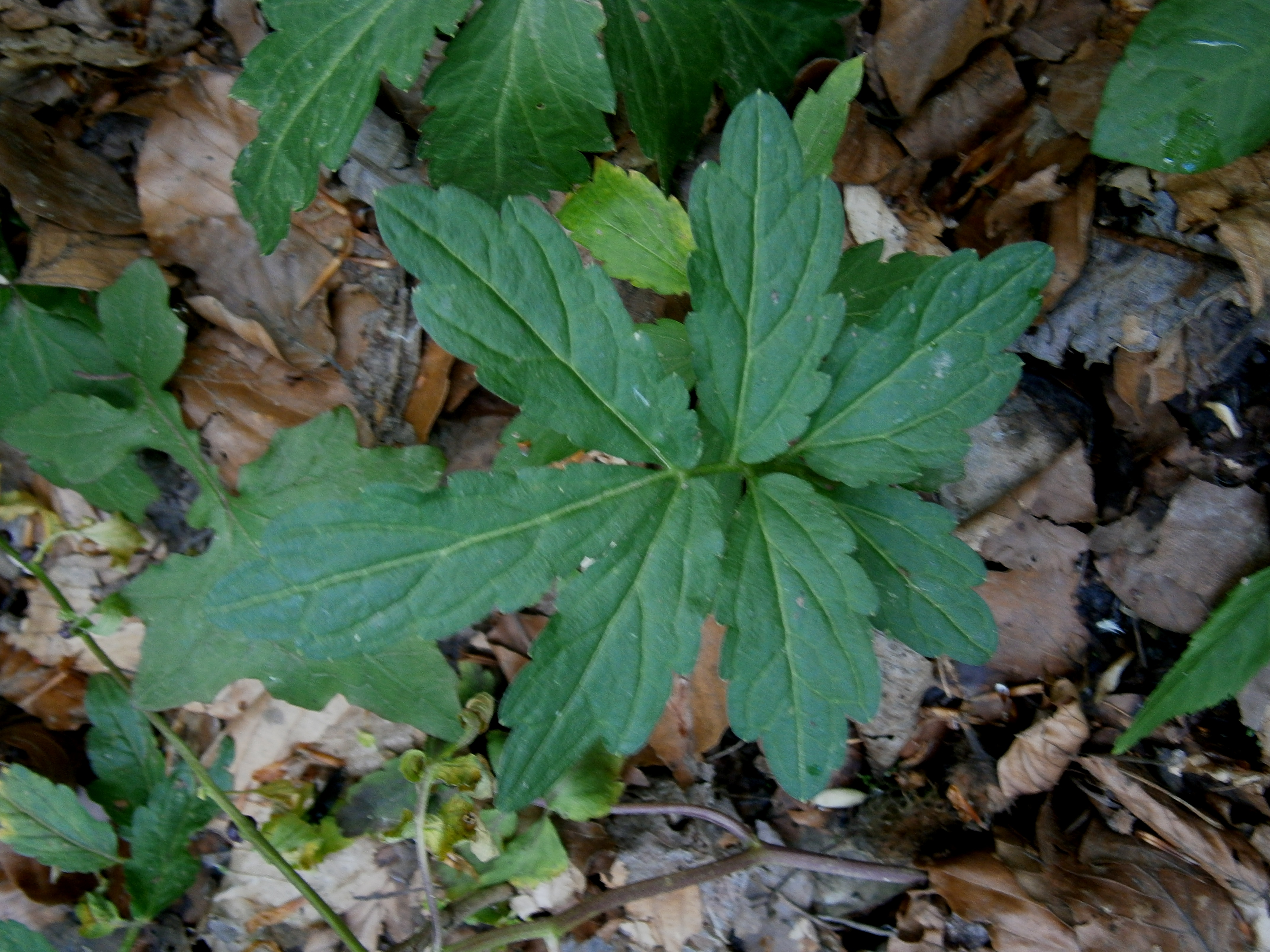
Blad onder aan de stengel
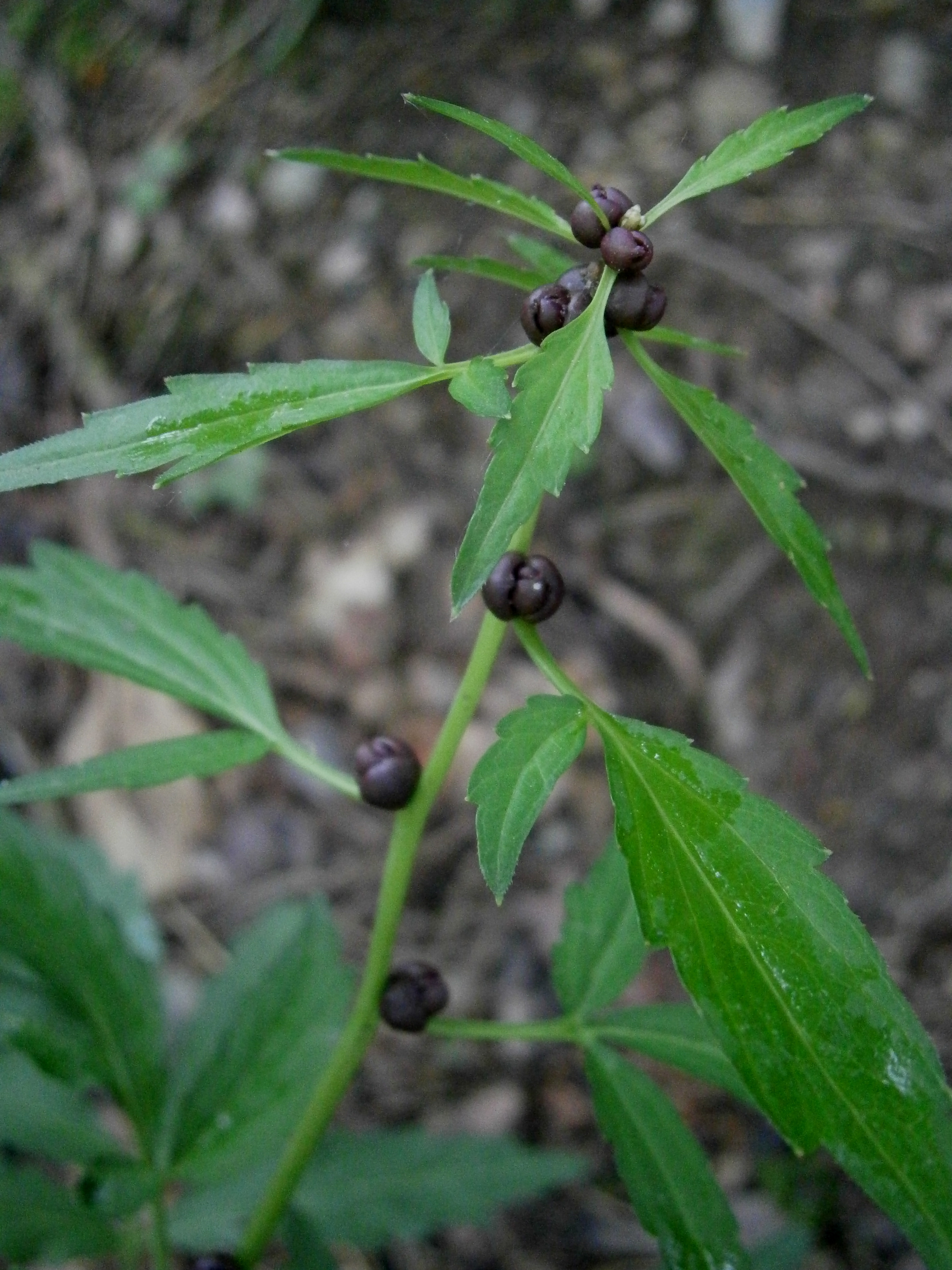
Jonge plant met alleen broedbolletjes
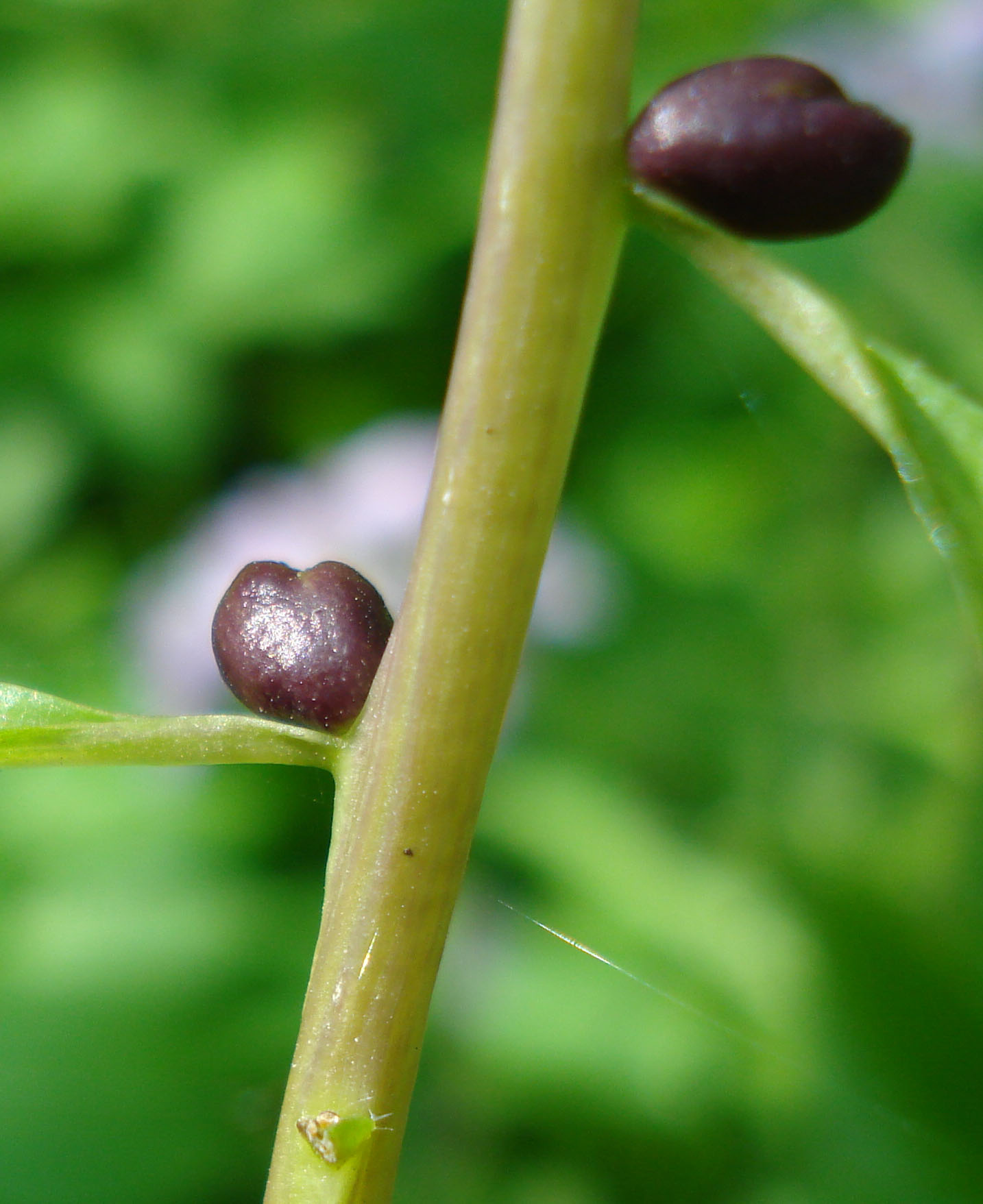
Broedbolletjes
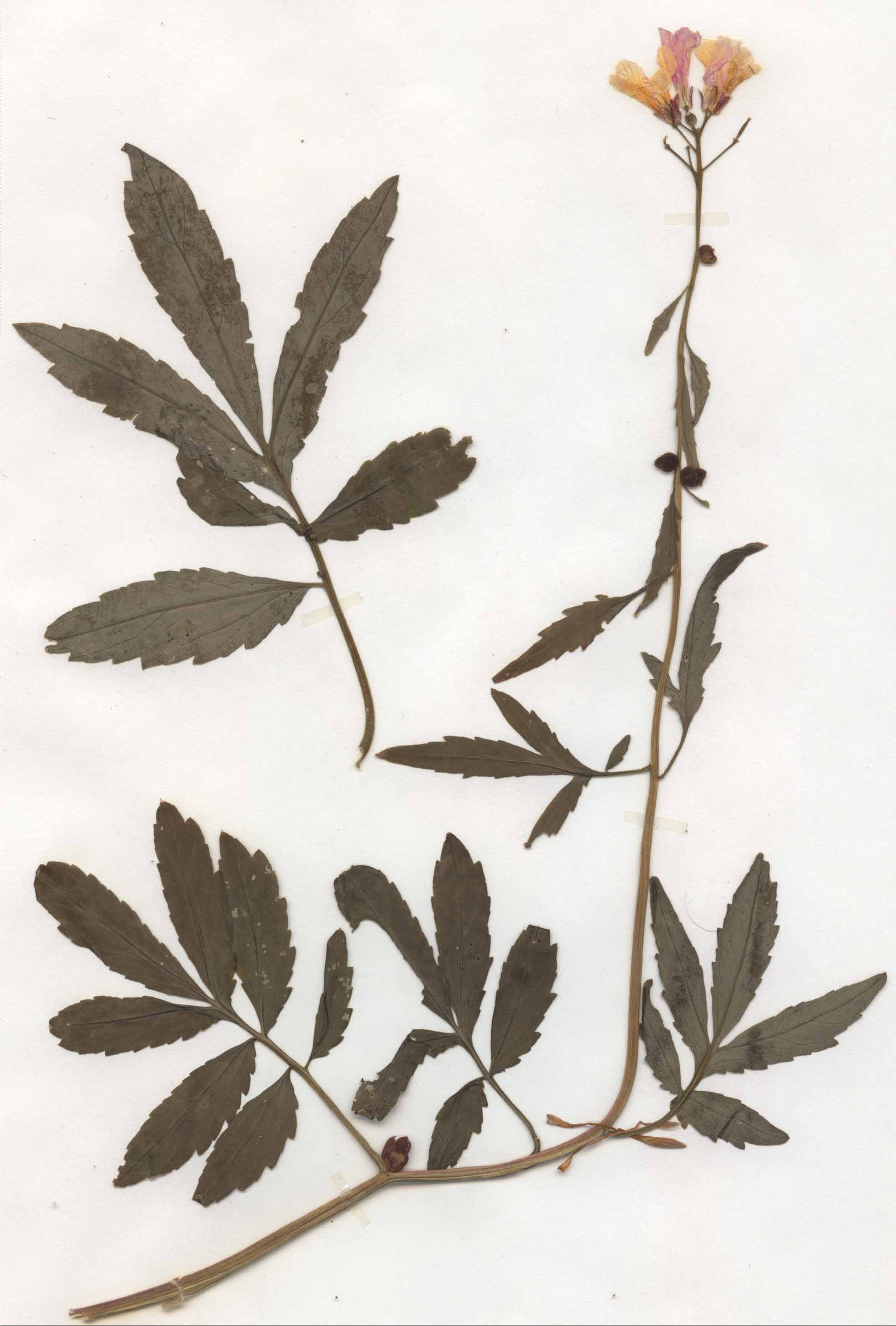
Bolletjeskers (herbariumexemplaar)

## Beschrijving
De plant wordt 25-60 cm hoog, heeft een rechtopgaande, onvertakte, met een bebladerde stengel en een vlezige, geschubde, 2-3 mm dikke wortelstok. Aan de stengel zitten meer dan zes bladeren en deze is alleen onderaan bezet met korte haren. In de bladoksels van de bovenste stengelbladeren zitten kleine, ongeveer 3-7 mm lange, ei- tot kogelvormige bruinviolette of zwartpaarse broedbolletjes. 
De bladeren zijn oneven geveerd met zeven ongesteelde, aan beide einden spitse blaadjes. De 3-10 cm lange, lancetvormige blaadjes hebben een gezaagde rand met korte haartjes.
Bolletjeskers bloeit van april tot in juni met bleekviolette tot paarsroze (soms witte) bloemen, die in een korte tros zitten. De tros bestaat uit met vier tot twaalf bloemen. De omgekeerd-eironde kroonbladen zijn 13-20 mm lang. De groene kelk is 5-7 mm lang en de kelkblaadjes hebben aan de top een bleekviolette vliezige rand.
De 2-3,5 mm lange en 2,5 mm brede vrucht is een hauw. Bolletjeskers plant zich hoofdzakelijk vegetatief voort door de wortelstokken en broedbolletjes (Bulbillen). Na drie tot vier jaar groeit uit het afgevallen broedbolletje een scheut.

## Standplaatsen
Bolletjeskers komt voor in loofbossen op vochtige, voedselrijke, kalkhoudende grond.

## Namen in andere talen
- Duits: Zwiebel-Zahnwurz
- Engels: Coralroot, Coral-Wort, Coralroot Bittercress
- Frans: Dentaire à bulbilles